# Restaurációs mozgalom
A visszaállítási mozgalom vagy restaurációs mozgalom melyet korábban hívtak kembelizmusnak is,  a 18. század második felében a második nagy ébredési mozgalom idején Észak-Amerikában és Európában párhuzamosan indult, keresztény megújulási mozgalom, amely a kereszténység restaurációjára, az eredeti kereszténység visszaállítására törekedett. A mozgalmat Barton W. Stone, és Thomas Campbell indította el; Campbell nevéből eredően, követőit hívták kembellitáknak is.

## Létrejöttének főbb motívumai
Az 1779-es amerikai forradalom fényében az új keresztény nemzedék olyan egyházat kívánt, amely demokratikus elvekre épül és megadja a jogot az egyszerű embereknek, hogy maguk olvassák és értelmezzék az Újszövetséget. Célja a reformáció, illetve reformok helyett a bibliai kereszténység és egyházi gyakorlatok teljes visszaállítása. A korra jellemző volt egy általános elégedetlenség a reformáció által elért eredményekkel.
A reformációi gyökerű protestáns egyházakra akkoriban kifejezetten jellemzőek voltak az unalmas, magasröptű teológiai okfejtésekbe bonyolódó vasárnapi istentiszteletek, ami a hívők részéről a buzgóság általános hiányával párosult.
Az új mozgalom a hitvallásokat, mint tanult emberek spekulációit elvetette, és visszautasította a papság uralmát. Európában skót baptista, Amerikában főként presbiteriánus és metodista, valamint egyéb keresztények ökumenikus összefogásán alapult. Főbb alakjai Barton W. Stone, Thomas Campbell és fia Alexander Campbell voltak. Munkájuk sokak érdeklődését keltette fel többek között Charles G. Finney (1792-1875), az ohiói Oberlin College igazgatója is hozzájuk csatlakozva támogatta munkájukat. A Stone és Campbell család vissza akart térni az újszövetségi egyház primitív egyszerűségéhez, elhagyva a felekezeti megosztottságokat. Hangsúlyozva a gyülekezetek függetlenségét, a hívők bemerítését, az újszövetségi vének és diakónusok mintáját az egyház vezetésében, a papság és a laikusok közötti különbség eltörlését, a Bibliát tartva a keresztény hit és életgyakorlat egyetlen forráskönyvének. A restaurációs mozgalom jelentős kezdeti eredményeként a 19. század közepére Amerika hatodik legnagyobb keresztény egyházává vált. A helyreállítási mozgalomból jött létre a Krisztus Egyháza (Church of Christ). Ennek ma világszerte kb. 2,5–3 millió tagja van több mint 20 ezer gyülekezettel.

## A protestantizmus elleni protestálás (tiltakozás)
A resztoránusokra kezdetektől fogva nem volt jellemző a különféle felekezetek közötti együttműködés hangsúlyozása. Inkább azt igyekezetek propagálni, hogy nem a felekezethez való tartozás számít. Ezen mozgalmak vezetői nem hittek abban, hogy Istennek szándékában állna a régi vallási intézmények taglétszámának növelése, sem az, hogy a lelki-ébredés hullámmal állandósítani kellene a régi felekezeti megosztottságot. A keresztény-lelki ébredést egy új kor eljövetelének hírnökeként értékelték. A resztoránusok arra törekedtek, hogy megújítsák illetve helyreállítsák az egész keresztény egyházat. És az első századi korhoz hasonlóan a hívők az egyszerű kereszténységet kövessék, az egyszerű kereszténységhez térjenek vissza, a felekezeti megosztottság helyett.

## A 18. századi visszaállítási mozgalom hat modern ága
A helyreállítási mozgalomból hat nagyobb irányzat jött létre, amelyek alaptanítása megegyezik, mégis egymástól jól megkülönböztethetőek:
1. Krisztus Egyházai (mérsékelt irányzat) tagsága 2,5–3 millió fő,
2. Krisztus Egyházai (nem intézményes) konzervatív irányzat 120.000 tag
3. Krisztus Nemzetközi Egyházai (radikális – konzervatív irányzat) – világszerte 158 országban van jelen 520 gyülekezettel, 95.000-fő
4. Krisztus Tanítványai -Keresztény Egyházak (Disciplens of Christ) – liberális irányzat. Tagsága világszerte kb. 850.000 fő
5. Független Keresztény Egyházak (Independent Christian Churches/Churches of Christ – mérsékelt irányzat), tagsága 1,8 millió fő
6. Krisztus Ausztráliai Egyháza

Bár ezek a (teológiai, és vallásgyakorlati szempontból egymáshoz hasonló) irányzatok alapvetően elkülönülnek egymástól, kivételes esetekben együttműködésre, például közös konferencia szervezésére is van példa. Ilyen volt 2008-ban a Keresztény Egyházak, a Krisztus Egyházai és a Krisztus Tanítványai – egyházak által közösen szervezett Világ találkozó nevet viselő konferencia Nashville-ben.

## Elhatárolódása az egyéb resztoránus jellegű mozgalmaktól
A restaurációs mozgalom létrejöttét követően létrejöttek, olyan, a vallásukat az első századi eredeti keresztény egyházból eredeztető resztoránus jellegű szervezetek, melyek az ószövetségi tanítások egy részének visszaállítását is szorgalmazták (például mormonok), a többnejűséget, az adventisták a szombatnap ünneplését is gyakorolni kezdték. Ezektől a Restaurációs mozgalom egyházai (Campbell és követői) kezdetektől fogva élesen elhatárolódtak, és elhatárolódnak a mai napig is. Erre jó példa a Restaurációs mozgalom befolyásos prédikátora, Alexander Campbell 1832-es röpiratában, élesen kritizálta a mormonizmust, elítélően „Mormon csalás” -nak nevezte szélhámosságként értékelte azt.
A restaurációs mozgalom úgyszintén elhatárolódik a mozgalom talaján létrejött később fejleményektől, mint például a millerita, és a szcientista mozgalom.

## Fordítás
- Ez a szócikk részben vagy egészben a Restoration Movement című angol Wikipédia-szócikk fordításán alapul.  Az eredeti cikk szerkesztőit annak laptörténete sorolja fel. Ez a jelzés csupán a megfogalmazás eredetét és a szerzői jogokat jelzi, nem szolgál a cikkben szereplő információk forrásmegjelöléseként.